# Wanda-Gletscher
Der Wanda-Gletscher (polnisch Lodowiec Wandy) ist ein Gletscher an der Südküste von King George Island im Archipel der Südlichen Shetlandinseln. Er fließt vom Kraków Dome an der Südwestflanke der Hügelgruppe Warkocz entlang in nordwestlicher Richtung zum Martel Inlet, einer Nebenbucht der Admiralty Bay.
Teilnehmer einer polnischen Antarktisexpedition benannten ihn nach Prinzessin Wanda, der Tochter von Krak, Herzog der Vandalen und zentrale Figur im Gründungsmythos der Stadt Krakau.